# CAF Cup 2003
Der CAF Cup 2003 war die 12. Spielzeit des drittwichtigsten afrikanischen Wettbewerbs für Vereinsmannschaften im Fußball unter dieser Bezeichnung. Die Saison begann mit der ersten Runde am 11. April 2003 und endete mit den Finalspielen im November 2003. Titelverteidiger war der algerische Verein JS Kabylie.
Sieger wurde Raja Casablanca aus Marokko, die sich im Finale nach einem Gesamtergebnis von 2:0 gegen Cotonsport Garoua durchsetzen konnten.

## Erste Runde
Die Hinspiele wurden vom 11. bis zum 13. April, die Rückspiele vom 25. bis zum 27. April 2003 ausgetragen.
|                            | Gesamt          |                         | Hinspiel | Rückspiel |
| -------------------------- | --------------- | ----------------------- | -------- | --------- |
| Saint Michel United FC     | 1:0             | DSA Antananarivo        | 0:0      | 1:0       |
| Green Buffaloes            | 3:2             | Express FC              | 2:1      | 1:1       |
| CD Maxaquene               | (a)1:1(a)       | Black Rhinos FC         | 1:1      | 0:0       |
| Al Khartoum SC             | 1:3             | SC Kiyovu Sports        | 1:1      | 0:2       |
| Ethiopian Coffee SC        | 0:1             | al-Nasr SCSC            | 0:0      | 0:1       |
| AS Kaloum Star             | 0:0 (4:5 i. E.) | SONACOS                 | 0:0      | 0:0       |
| Étoile Filante Ouagadougou | 2:7             | Raja Casablanca         | 2:3      | 0:4       |
| FC 105 Libreville          | 4:3             | Djoliba AC              | 3:0      | 1:3       |
| Requins de l’Atlantique FC | 1:2             | Club Africain Tunis     | 1:0      | 0:2       |
| CS La Mancha               | 1:2             | Jeunesse Club d’Abidjan | 0:1      | 1:1       |
| Cotonsport Garoua          | 0:0 (4:2 i. E.) | Maranatha Fiokpo        | 0:0      | 0:0       |
| CD Primeiro de Agosto      | 2:2 (8:9 i. E.) | Mamelodi Sundowns       | 2:0      | 0:2       |
| Daring Club Motema Pembe   | 7:1             | Renacimiento FC         | 4:1      | 3:0       |
| Rangers International      | 1 w/o 1         | LISCR FC                | —        | —         |
| al Ahly SC                 | 2 bye 2         |                         | —        | —         |
| JS Kabylie                 | 2 bye 2         |                         | —        | —         |

Anmerkungen

## Zweite Runde
Die Hinspiele wurden vom 16. bis zum 18. Mai, die Rückspiele vom 30. Mai bis zum 1. Juni 2003 ausgetragen.
|                         | Gesamt    |                          | Hinspiel | Rückspiel |
| ----------------------- | --------- | ------------------------ | -------- | --------- |
| Green Buffaloes         | 7:1       | Saint Michel United FC   | 5:0      | 2:1       |
| SC Kiyovu Sports        | 1:2       | Black Rhinos FC          | 1:0      | 0:2       |
| SONACOS                 | (a)1:1(a) | JS Kabylie               | 1:1      | 0:0       |
| al-Nasr SCSC            | 1:4       | al Ahly SC               | 1:2      | 0:2       |
| FC 105 Libreville       | 3:7       | Raja Casablanca          | 2:1      | 1:6       |
| Jeunesse Club d’Abidjan | 2:6       | Club Africain Tunis      | 2:0      | 0:6       |
| Mamelodi Sundowns       | 1:2       | Cotonsport Garoua        | 1:0      | 0:2       |
| Rangers International   | 2:1       | Daring Club Motema Pembe | 2:0      | 0:1       |

## Viertelfinale
Die Hinspiele wurden vom 6. bis zum 7. September, die Rückspiele vom 20. bis zum 21. September 2003 ausgetragen.
|                       | Gesamt |                   | Hinspiel | Rückspiel |
| --------------------- | ------ | ----------------- | -------- | --------- |
| Black Rhinos FC       | 2:6    | Raja Casablanca   | 1:1      | 1:5       |
| Rangers International | 4:0    | al Ahly SC        | 4:0      | 0:0       |
| JS Kabylie            | 1:2    | Cotonsport Garoua | 0:0      | 1:2       |
| Club Africain Tunis   | 5:2    | Green Buffaloes   | 4:1      | 1:1       |

## Halbfinale
Die Hinspiele wurden vom 4. bis zum 5. Oktober, die Rückspiele am 19. Oktober 2003 ausgetragen.
|                   | Gesamt |                       | Hinspiel | Rückspiel |
| ----------------- | ------ | --------------------- | -------- | --------- |
| Raja Casablanca   | 4:3    | Rangers International | 4:1      | 0:2       |
| Cotonsport Garoua | 4:2    | Club Africain Tunis   | 3:0      | 1:2       |

## Finale

### Hinspiel
| Raja Casablanca                                   | Raja Casablanca | Cotonsport Garoua | Cotonsport Garoua |
| ------------------------------------------------- | --- | --- | ----------------- |
| Raja Casablanca                                   | \| 9. November 2003 in Casablanca (Stade Mohammed V) \| \| Ergebnis: 2:0 (1:0) \| \| Zuschauer: 80.000 \| \| Schiedsrichter: Falla N’Doye ( Senegal) \| | \| 9. November 2003 in Casablanca (Stade Mohammed V) \| \| Ergebnis: 2:0 (1:0) \| \| Zuschauer: 80.000 \| \| Schiedsrichter: Falla N’Doye ( Senegal) \| | Cotonsport Garoua |
| Raja Casablanca                                   | 1:0 Bidoudane (11.) 2:0 Diallo (72.) | | Cotonsport Garoua |
| 9. November 2003 in Casablanca (Stade Mohammed V) | | |                   |
| Ergebnis: 2:0 (1:0)                               | | |                   |
| Zuschauer: 80.000                                 | | |                   |
| Schiedsrichter: Falla N’Doye ( Senegal)           | | |                   |

### Rückspiel
| Cotonsport Garoua                                | Cotonsport Garoua | Raja Casablanca | Raja Casablanca |
| ------------------------------------------------ | --- | --- | --------------- |
| Cotonsport Garoua                                | \| 23. November 2003 in Garoua (Stade Roumdé Adjia) \| \| Ergebnis: 0:0 \| \| Zuschauer: 25.000 \| \| Schiedsrichter: Reda El Beltagy ( Ägypten) \| | \| 23. November 2003 in Garoua (Stade Roumdé Adjia) \| \| Ergebnis: 0:0 \| \| Zuschauer: 25.000 \| \| Schiedsrichter: Reda El Beltagy ( Ägypten) \| | Raja Casablanca |
| 23. November 2003 in Garoua (Stade Roumdé Adjia) | | |                 |
| Ergebnis: 0:0                                    | | |                 |
| Zuschauer: 25.000                                | | |                 |
| Schiedsrichter: Reda El Beltagy ( Ägypten)       | | |                 |